# Le Réveil (France)
Pour les articles homonymes, voir Le Réveil.
Le Réveil, dont le titre complet est Le Réveil : journal de la démocratie des deux mondes, est un journal français fondé par Charles Delescluze le 2 juillet 1868 et arrêté le 2 mai 1871.

## Histoire
À l'origine hebdomadaire, Le Réveil devient quotidien le 2 mai 1869 et propage les idées de l'Internationale socialiste.
En 1868, le journal lance une souscription pour la famille du député Jean-Baptiste Baudin, mort à la suite du coup d'État du 2 décembre 1851. Le journal est attaqué en justice pour outrage à l'empereur et prend comme avocat Léon Gambetta qui se distinguera par son plaidoyer contre le coup d'État et le Second Empire.
Le 22 janvier 1871, par décision du gouvernement de la Défense nationale, Le Réveil est supprimé : 

« Le gouvernement de la Défense nationale considérant que les journaux Le Réveil et Le Combat contiennent chaque jour des excitations à la guerre civile ; Que leur publication devient, en présence des crimes qui viennent d'être commis contre la sûreté de l'État, un danger public auquel la cité et la défense ne peuvent plus longtemps être exposées ; Que la situation actuelle de Paris fait au gouvernement un devoir de recourir aux mesures que l'état de siège comporte ; Décrète ; Le journal Le Réveil et le journal Le Combat sont supprimés. »

Il cesse de paraître au mois de mai 1871, après la répression de la Commune de Paris. Le Réveil du peuple (d) lui fera suite du  18 avril 1871 au 22 mai 1871.
Ce journal a été réimprimé le 6 août 2008, lors du festival de Cannes.[réf. nécessaire]
Un autre journal du même nom fut fondé en 1881 par le député radical Jean Marie de Lanessan.

## Contributeurs
- Désiré-Magloire Bourneville[8].